# Д’Агу, Мари
Мари́ Катри́н Софи́ де Флавиньи́, в замужестве графиня д’Агу́ (фр. Marie Catherine Sophie de Flavigny, comtesse d'Agoult; 31 декабря 1805, Франкфурт-на-Майне — 5 марта 1876, Париж) — французская писательница, публиковавшаяся под псевдонимом Даниэль Стерн (Daniel Stern). В 1835—1839 годах — фактическая жена Ференца Листа, мать его трёх детей. Их дочь Козима стала женой дирижера Бюлова и композитора Вагнера.

## Биография
Родилась во Франкфурте-на-Майне, где её отец, Александр Виктор Франсуа де Флавиньи, виконт де Флавиньи (1770—1819), во время эмиграции женился на вдове из известного банкирского дома Марии Бетман-Бусман (1772—1847), дочери купца и банкира Иоганна Филиппа Бетмана (1715—1793). Воспитанная в одном из парижских монастырей, она в 1827 году вышла замуж за графа д’Агу и потом долго путешествовала по Швейцарии, Италии и Германии. Граф и графиня д’Агу развелись в 1835 году, после чего начался роман Мари с Ференцем Листом, ставшим отцом её младших детей.
Её первые повести «Hervé», «Julien», «Valentia», «Nélida» явились в 1841—1845 в фельетоне газеты «Presse» и произвели впечатление. Потом в «Revue des Deux Mondes» были напечатаны её статьи о германских делах, а в «Revue Indépendante» (1847) помещены дополнения к ним.
После Февральской революции 1848 графиня д’Агу перешла к политической литературе и написала «Lettres républicaines» («Республиканские письма»), в которых нравам и людям в царствование Луи-Филиппа дана весьма строгая оценка, и «Histoire de la révolution de 1848» («История революции 1848 года», 2 т., 1861), в которой, наоборот, все события и деятели того времени не в меру превозносятся.
Графиня д’Агу писала также в беллетристической форме максим и афоризмов: в её «Esquisses morales» («Нравственных очерках», 1849) изложены воззрения автора на современные стремления и злобы дня, на столкновение между моралью и страстями и на различные положения в человеческой жизни.
Затем вышли в свет: «Trois journées de la vie de Marie Stuart» (1856); «Florence et Turin», эстетические и политические этюды (1862); «Dante et Goethe», разговор (1866); «Histoire des commencements de la république aux Pays-Bas» (1872).
Графиня д’Агу оставила после себя том мемуаров («Mes souvenirs» 1877), в которых изображает общество времен Реставрации.
Стала прототипом маркизы де Рошфид в романе Оноре де Бальзака «Беатриса» (1839).

## Семья
Дочь графини д’Агу от её мужа, Клер Кристин, графиня де Карнасе, род. 10 августа 1830 г., была замужем за графом Жирардом де Карнасе, писала под псевдонимом К. де Со.
Дети от Ференца Листа:
- Бландина Лист (1835—1862) была замужем за французским политиком Эмилем Оливье
- Козима Лист (1837—1930), прежде в супружестве с пианистом Гансом Бюловом, в 1870 вышла за Рихарда Вагнера.
- Даниэль Лист (1839—1859), единственный сын композитора, также подавал надежды как музыкант, но умер в 20-летнем возрасте от туберкулёза.

## В кино
- «Нескончаемая песня» (1960) — в роли Мари занята Женевьева Паж
- «Грёзы любви» (1970) — Клара Лучко
- «Листомания» (1975) — Фиона Льюис
- «Экспромт» (1991) — Бернадетт Питерс